# Maurilio Fossati
Maurilio Fossati, O.Ss.G.C. (Arona, 24 de mayo de 1876 – Turín, 30 de marzo de 1965) fue un cardenal y arzobispo católico italiano.

## Biografía
Ingresó en la congregación de los Oblatos de los Santos Gaudencio y Carlos de Novara y fue ordenado sacerdote el 27 de noviembre de 1898. Entre 1915 y 1924 fue rector del Sacro Monte di Varallo. Fue elegido obispo de Nuoro el 24 de marzo de 1924 y consagrado obispo el 27 de abril de 1924 por el cardenal Giuseppe Gamba.
Fue ascendido a arzobispo de Sassari el 2 de octubre de 1929. Fue elegido arzobispo de Turín el 11 de diciembre de 1930. El Papa Pío XI lo elevó al rango de cardenal en el consistorio del 13 de marzo de 1933. Durante la Segunda Guerra Mundial, ayudó activamente a los judíos del Holocausto, haciéndolos esconderse en los monasterios de la ciudad, y ayudando a la organización DELASEM, con la colaboración de Francesco Repetto.
En 1937 aprobó el nacimiento de los Cultores Sanctae Sindonis, una sociedad nacida dentro de la Cofradía del Santo Sudario con el objetivo de coordinar los estudios científicos entonces en curso sobre la Sábana Santa. Esta asociación será posteriormente sustituida a propuesta del propio Fossati por el Centro Internacional de Sindonología, cuyo estatuto fue aprobado por el cardenal el 18 de diciembre de 1959. Durante la Resistencia, Fossati apoyó a los partisanos en muchos episodios, enviando también a don Piero Giacobbo como capellán de los partisanos.
En la posguerra fue concibió la experiencia de los capellanes del trabajo (con don Esterino Bosco, don Ugo Saroglia, don Giovanni Pignata y don Piero Giacobbo), para iniciar la presencia de la iglesia al lado de la clase obra, de la cual después nacerán al año siguiente los sacerdotes obreros.
En 1954 fue elegido presidente de la Conferencia Episcopal Italiana, cargo que ocupó hasta 1958.
Murió el 30 de marzo de 1965 a la edad de 88 años. Inicialmente fue enterrado en la Capilla del Seminario de Rivoli, pero sus restos fueron trasladados al Santuario de la Consolata en Turín en 1977.
Le fue dedicada una calle en Sassari y otra en Turín.

## Distinciones
Caballero Gran Cruz de la Orden al Mérito de la República Italiana
- 7 de mayo de 1963